# Liste der Kulturdenkmale auf dem Schloßberg (Plauen)

Lage des Stadtteils Schloßberg in Plauen

In der Liste der Kulturdenkmale auf dem Schloßberg sind die Kulturdenkmale des Plauener Stadtteils Schloßberg verzeichnet, die bis September 2024 vom Landesamt für Denkmalpflege Sachsen erfasst wurden (ohne archäologische Kulturdenkmale). Die Anmerkungen sind zu beachten.
Diese Aufzählung ist eine Teilmenge der Liste der Kulturdenkmale in Plauen.

## Liste der Kulturdenkmale auf dem Schloßberg
| Bild                                    | Bezeichnung | Lage                                    | Datierung | Beschreibung | ID       |
| --------------------------------------- | --- | --------------------------------------- | --- | --- | -------- |
| Weitere Bilder                          | „Schloss der Vögte“ und ehemaliges Amtsgericht (Sachgesamtheit) | Amtsberg 6, 10 (Karte)                  | Um 1244 bis 1250 | Sachgesamtheit ehemalige Schlossanlage und ehemaliges Amtsgericht mit den Einzeldenkmalen: Ruine des Schlosses (Fürstenhaus), Reste der ehemaligen Wehrmauern mit Tor, „Roter Turm“, zwei mittelalterliche Gewölbekeller (vermutlich des ehemaligen Korn- und Malzhauses und eines nicht erhaltenen Wehrturmes), Unterbau des quadratischen Nordeckturmes (siehe Einzeldenkmal 09246389), Sachgesamtheitsteile: Bastion („Halber Turm“, nahe „Rotem Turm“), Gefängnismauer entlang des Schlossberges, der ehemalige äußere und innere Zwinger sowie die Terrassierung südwestlich der Schlossanlage (seit dem 18. Jahrhundert Nutz- und Ziergärten). Baugeschichtlich, stadtgeschichtlich und bildprägend bedeutsames Kulturdenkmal | 09301199 |
| Weitere Bilder                          | Ruine des ehemaligen Schlosses (Fürstenhaus oder oberes Haus), Gewölbekeller des ehemaligen Korn- und Malzhauses und eines nicht mehr erhaltenen Turmes (unteres Haus), „Roter Turm“, Nordturm, Wehrmauer bzw. Reste der Wehrmauer (im Nordwesten, Westen, Südwesten, Süden und Nordosten zwischen Schlossanlage und ehemaliger Justizvollzugsanstalt) sowie Tor (einschließlich des zurzeit ausgelagerten alten Eisentores), weiterhin Amtsgericht (Einzeldenkmale zu ID-Nr. 09301199) | Amtsberg 6, 10 (Karte)                  | Um 1244 bis 1250 (Schlossanlage); vor 1548 (Roter Turm); um 1670 (Nordeckturm); nach 1870 (Neubau Schlosstor); 1902–1905 (Amtsgericht) | Einzeldenkmale der Sachgesamtheit „Schloss der Vögte“ und ehemaliges Amtsgericht. Anlagenteile des im Zweiten Weltkrieg weitgehend zerstörten Schlosses sowie Amtsgericht, baugeschichtlich, stadtgeschichtlich und bildprägend bedeutsames Kulturdenkmal; ehemaliger Zellentrakt 2013 abgerissen. | 09246389 |
|                                         | Mietshaus in geschlossener Bebauung in Ecklage | Annenstraße 43 (Bergstraße 33a) (Karte) | 1900 | Errichtet vom Baugeschäft Gebrüder Hofmann nach Plänen von Alban Hofmann. Historismus (Neorenaissance) der Ortserweiterung um 1900, baugeschichtliche Bedeutung. Dreigeschossiger gelber Klinkerbau, Erdgeschoss segmentbogige Fenster mit Putzstuckbekrönung, Eingang seitlich, über dem Erdgeschoss ein kräftiges Gurtgesims, die Obergeschosse mit schlichten Fensterverdachungen, zwei- und dreiachsige Dachausbauten, einer mit Segmentbogen, der andere mit Dreieckgiebel abschließend. | 09246092 |
|                                         | Mietshaus in geschlossener Bebauung | Annenstraße 50 (Karte)                  | 1882 | Entworfen von Architekt und Zimmermeister Friedrich Hofmann. Gediegener Gründerzeit-Historismus, baugeschichtliche Bedeutung. Dreigeschossiger Putzbau mit vier Achsen, die mittleren mit gekuppelten Fenstern, Erdgeschoss und erstes Obergeschoss mit Segmentbogenöffnungen, eingezogener Eingang links. Über dem hohen Erdgeschoss Gesims als Deutsches Band. Vertikale Gliederung der Fassade durch Pilaster, die mittels sechseckiger Kartusche gen. Gesims kreuzen und deren Kapitelle im Vierpassfries (oder Kleeblattmotiv) des Traufgesimses aufgehen. Zentraler dreiachsiger und gerade abgeschlossener Dachausbau, neugotische Gestaltungsformen der Putzstuck-Schmuckfelder über den Fenstern des ersten Obergeschosses und unter denen des Erdgeschosses. Die gediegene Gliederung, vor allem das Wand-Öffnungs-Verhältnis, zeigt noch den Einfluss des Spätklassizismus, die gotisierenden Ornamente stehen aber für den kaiserzeitlichen Historismus. | 09246097 |
|                                         | Mietshaus in Ecklage in geschlossener Bebauung | Annenstraße 51 (Karte)                  | 1905 | Entworfen von den Gebrüdern Hofmann, Bauherr war Alban Hofmann (Eigenvermarktung). Spekulationsbau mit historisierender Fassade der Stadterweiterungszeit, baugeschichtliche Relevanz. Dreigeschossiger gelber Klinkerbau auf hohem roten Sockel, Laden mit Eingang an der abgeschrägten Ecke, darüber als Eckbetonung dreigeschossiger rechteckiger Erker, der im Dachbereich mit Zeltdach abgeschlossen ist, flankiert von Dachausbauten mit volutenartigem Abschluss. Erdgeschoss wird optisch mit Gurtgesims abgeschlossen, die beiden Obergeschosse mit konventioneller Putzstruck-Verdachung der Fenster. | 09246093 |
|                                         | Mietshaus in geschlossener Bebauung | Annenstraße 53 (Karte)                  | 1903 | Entworfen und errichtet von den Gebrüdern Hofmann für die Eigenvermarktung. Späthistorismus der Stadterweiterung, von baugeschichtlicher Relevanz. Dreigeschossiger Putz-Klinker-Bau. Mit verändertem Sockelgeschoss. Die Geschosse darüber mit lisenenartig eingesetzten orangen Klinkern, unterbrochen nur von dreiachsiger, mit Gesims abgeschlossener Putzgestaltung in der Mitte des ersten Obergeschosses. Die Seitenachsen betont durch Kuppelfenster, hier großflächige, vom Jugendstil beeinflusste Putzstuck-Schmuckfelder. Zwei Dachhäuschen (nicht original), eines mit volutenartigem Abschluss und mit Muschelmotiv verziert, das andere mit Segmentbogen abschließend. | 09246094 |
|                                         | Mietshaus in halboffener Bebauung | Annenstraße 54 (Karte)                  | 1889 | Entworfen von Friedrich Hofmann. Spätgründerzeitliche historisierende Fassade, baugeschichtliche Relevanz. Dreigeschossiger fünfachsiger roter Klinkerbau mit ockerfarbigem Putzstuck-Dekor. Geputzter Sockel, segmentbogiger Eingang (originale zweiflügelige Haustür mit Gittern und Oberlicht) in der Mittelachse, diese weiter betont durch Balkon (mit schmiedeeisernen Geländern und auf volutenartigen Kragsteinen) in jedem Obergeschoss und Dachhäuschen mit bogigem Abschluss. Über Erdgeschoss profiliertes Gesims. Fenster konventionell mit Dreiecks (erstes Obergeschoss)- oder gerader Verdachung (zweites Obergeschoss), über Erdgeschoss Konsol-Schmuckfelder. Vier originale Gauben. | 09246098 |
|                                         | Mietshaus in geschlossener Bebauung | Annenstraße 55 (Karte)                  | 1903 | Errichtet von den Gebrüdern Hofmann für Alban Hofmann (Eigenvermarktung). Späthistoristische Fassade der Stadterweiterungszeit, von baugeschichtlicher Relevanz. Dreigeschossiger orangefarbener Klinkerbau auf hohem Putzsockel, Erdgeschoss mit putzstuckbekrönten Bogenfenstern, darüber profiliertes Gurtgesims. Erstes Obergeschoss mit kräftig reliefierten Fensterbekrönungen (Bögen, jeder zweite mit dicken Voluten). Zentrales Dachhaus vereinfacht, stehende Gaupen mit überstehenden Satteldächern. | 09246095 |
|                                         | Mietshaus in geschlossener Bebauung | Annenstraße 57 (Karte)                  | 1901 | Entworfen und errichtet durch die Baumeister Gebrüder Hofmann für die Eigenvermarktung. Zum Teil vereinfachte Historismusfassade, Teil einer baugeschichtlich relevanten Straßenzeile von Spekulationsbauten der Stadterweiterung um 1900. Dreigeschossiger Bau auf hohem Putzsockel, mit orangegelber Klinkerfassade, die Außenachsen mit gekuppelten Fenstern. Zentraler Haustürbereich ursprünglich mit hohem, in Erdgeschoss hineinragendem Oberlicht, über Erdgeschoss Gesims nicht erhalten und durch Putzband ersetzt. Erstes Obergeschoss Klinkerbögen über den Fenstern. Zentrales Dachhaus vereinfacht. | 09246096 |
|                                         | Mietshaus in halboffener Bebauung | Annenstraße 59 (Karte)                  | 1897 | Entworfen von Alban Hofmann für die Eigenvermarktung. Historisierender Klinkerbau von baugeschichtlicher Relevanz. Dreigeschossiger orangeroter Klinkerbau mit fünf Achsen, Sockel dunkelroter Klinker, Eingang seitlich, die Fenster des Erdgeschosses bogig mit Putzstuck-Bekrönung, über Erdgeschoss kräftiges Gurtgesims, die Obergeschosse mit konventionellen Putzstuck-Verdachungen (im ersten Obergeschoss Muschelbögen). Gaupen in moderner Form neu aufgebaut. | 09246099 |
|                                         | Fabrikantenvilla und Einfriedung (Zaun ehemals Schloßstraße 7) | Bergstraße 2 (Karte)                    | 1875 | Entworfen von Gustav Richter, Bauherr: Sommer. Palaisartiger, spätklassizistischer (bzw. Neorenaissance-) Bau von baugeschichtlicher und ortsgeschichtlicher Bedeutung. Kubischer zweigeschossiger Putzbau mit flachem, leicht überstehendem Dach, 3:4 Achsen mit gerade verdachten Fenstern, die Geschosse durch kräftiges, hervorstehendes Gurtgesims optisch getrennt. Die mittleren Fenster der Langseiten gekuppelt. Fensterrahmung durch volutenartige Konsolsteine, Verdachungen mit Akanthusmotiv. Traufgesims mit Knaggen in Anlehnung an italienische Palazzi, auf einer Seite unterbrochen durch nicht originalen flachen Dachausbau. Hohe zweiflügelige Eingangstür mit Oberlicht, innen aufwendige Stuckdecken. | 09246055 |
|                                         | Wohnhaus in halboffener Bebauung | Bergstraße 25 (Karte)                   | 1883 | Entworfen von August Vogel für sich selbst. Historismusbau (italienische Renaissance) mit edler Fassade, von baugeschichtlicher Bedeutung. Dreigeschossiger sechsachsiger Putzbau, die Geschosse optisch durch Gesimse mit Frieszonen getrennt, dadurch horizontale Betonung. Erdgeschoss mit Rundbogenöffnungen und kräftiger Putzrustika, Schlusssteine als Löwenköpfe, Eingang rechts. Erstes Obergeschoss als piano nobile durch stark reliefierte Fensterverdachungen (abwechselnd dreieckig und bogig) markiert, auch hier noch leichtere Putznutung. Im zweiten Obergeschoss Pilastergliederung, geschmücktes Traufgesims, leichter Dachüberstand, stehende kleine Gaupen. | 09246382 |
|                                         | Mietshaus in halboffener Bebauung | Bergstraße 27 (Karte)                   | 1881 | Entworfen von Maurermeister August Vogel für Heinrich Müller. Gründerzeitlicher Historismusbau von baugeschichtlicher Bedeutung. Dreigeschossiger vierachsiger Putzbau, die Geschosse optisch durch Gesimse getrennt, Fensterverdachungen durch waagerechtes Gebälk in beiden Obergeschossen (zum Teil Dreiecksgiebel), kleine Putzstuckverzierungen (z. B. Girlanden), Fries am Traufgesims, kleine stehende Gaupen. | 09246383 |
|                                         | Mietshaus in geschlossener Bebauung | Bergstraße 33 (Karte)                   | Um 1900 | Repräsentatives Historismusgebäude von baugeschichtlicher Bedeutung. Dreigeschossiger Putz-Klinker-Bau mit sechs Achsen. Sockelzone und Hochparterre durch Putznutung zusammengefasst, aber durch Gesims optisch getrennt, die Öffnungen beider Zonen (Sockel mit schöner Ziervergitterung, Hochparterre Schlusssteine) aufeinander bezogen, darüber Gurtgesims. Die beiden Obergeschosse mit glasierter dunkelweißer Ziegelverkleidung, im ersten Obergeschoss kräftig reliefierte Fensterverdachungen (Dreieckgiebel und waagerecht), die Seitenachsen mit Kuppelfenstern, darüber (aber getrennt durch vorstehendes Traufgesims) jeweils Dachausbauten (mit Rund- bzw. Schweifgiebel), ebenfalls mit gebundenen, rundbogigen Fenstern. | 09246121 |
|                                         | Mietshaus in geschlossener Bebauung in Ecklage | Bergstraße 33a (Annenstraße 43) (Karte) | 1900 | Errichtet vom Baugeschäft Gebrüder Hofmann nach Plänen von Alban Hofmann. Historismus (Neorenaissance) der Ortserweiterung um 1900, baugeschichtliche Bedeutung. Dreigeschossiger gelber Klinkerbau, Erdgeschoss segmentbogige Fenster mit Putzstuckbekrönung, Eingang seitlich, über dem Erdgeschoss ein kräftiges Gurtgesims, die Obergeschosse mit schlichten Fensterverdachungen, zwei- und dreiachsige Dachausbauten, einer mit Segmentbogen, der andere mit Dreieckgiebel abschließend. | 09246092 |
|                                         | Mietshaus in geschlossener Bebauung | Bergstraße 35 (Karte)                   | Um 1900 | Historisierende Fassade der Stadterweiterung, baugeschichtliche Bedeutung. Dreigeschossiger Putz-Klinker-Bau mit fünf Achsen, Sockel und Hochparterre (letztere mit bogigen Fenstern) durch Putznutung vereint, darüber Gurtgesims. Die Obergeschosse roter Klinker mit Putzstuck-Ornamentfeldern (vor allem Florales) unter den Fenstern, hier linke Achse mit zweigeschossigem Rechteckerker (Kuppelfenster), überfangen durch Dachausbau mit Schweifgiebel. | 09246120 |
|                                         | Mietshaus in geschlossener Bebauung | Bergstraße 37 (Karte)                   | 1902 | Entwurf und Ausführung durch William Hönig für die Eigenvermarktung. Historisierende Fassade der Stadterweiterung um 1900, baugeschichtliche Bedeutung. Breitgelagerter Bau mit leicht hervortretenden Risaliten in dritter und sechster Achse, hier Kuppelfenster. Putz-Klinker-Mischbauweise. Sockel (mit Ziergittern) und Hochparterre durch Putzrustika zusammengefasst, darüber vorstehendes Gurtgesims, weißglasierte Ziegelverkleidung in den Obergeschossen, Fensterverdachung durch Dreieckgiebel und waagerecht, dritte Achse betont durch Pilaster, Rustika und Triplefenster. Reiche Fassadengliederung durch Blattmotive. Stehende Gaupen. | 09246119 |
|                                         | Mietshaus in halboffener Bebauung | Bergstraße 39 (Karte)                   | 1902 | Entworfen von Maximilian Lorenz für die Eigenvermarktung. Historisierende Fassade der Stadterweiterung um 1900, baugeschichtliche Bedeutung. Viergeschossiger Putz-Klinker-Bau, die untere Hälfte definiert durch Putznutung, Vorhangbogenfenster und darüber Spitzbogenfenster, seitlicher Eingang rundbogig mit Eierstabrahmung und gerader Verdachung. Gurtgesims trennt diese Zone von den Obergeschossen in rotem Klinker ab, dort Putz. Stuck-Fensterrahmungen (erstes Obergeschoss Bekrönung mit Dreiecksgiebeln, zweites Obergeschoss mit Vorhangbögen). Hier zweigeschossiger Rechteckerker, um den das Traufgesims kröpft, darüber dominantes Dachhaus mit Stufengiebel, darin jugendstilige Putzstuckapplikationen. Stehende Gaupen. | 09246118 |
|                                         | Mietshaus in geschlossener Bebauung | Bergstraße 40 (Karte)                   | Um 1905 | Historisierende Fassade der Stadterweiterung, baugeschichtliche Bedeutung. Viergeschossiger Bau mit sieben Achsen. Erdgeschoss mit Putzrustika, segmentbogige Öffnungen, mittiger eingezogener Eingang. Über Gurtgesims die drei Obergeschosse mit gelbem Klinker, dieser in den leichten Seitenrisaliten mit etwas zusammengezogenen Fenstern in Form von Lisenenvorlagen. Fensterbrüstungen mit Flachreliefs verziert. Über den Achsen der Seitenrisalite je ein mit Bogen abgeschlossenes Dachhaus mit Triplefenster. | 09246122 |
|                                         | Mietshaus in geschlossener Bebauung | Bergstraße 42 (Karte)                   | 1913 | Entworfen von Albert Bauer für sich selbst. Qualitätvolle Vorkriegsbebauung, baugeschichtliche Bedeutung. Viergeschossiger Putzbau mit sechs Achsen, versachlichte Fassade mit Resten von stilisierendem Ornament. Rechts großer rundbogiger Eingang mit zweiflügeliger Haustür, über Erdgeschoss Frieszone, die um den zentralen Erker herumläuft, dieser dreigeschossig und zweiachsig auf rechteckigem Grundriss, mit feiner Eierstabzier, über dem zweites Obergeschoss wieder von Frieszone umlaufen und flach mit dem Traufgesims abgeschlossen. Im Bereich der linken Achsen etwas gedrungener Dachaufbau mit Doppellisenen und flachem Bogen. Das obere Vollgeschoss etwas betonter durch Putzgliederung. Fassade weitgehend Spiegelung von Nr. 44. | 09246123 |
|                                         | Mietshaus in geschlossener Bebauung | Bergstraße 44 (Karte)                   | 1915 | Entworfen und errichtet durch Albert Bauer für eigene Vermarktung. Qualitätvolle Stadterweiterungsbebauung, baugeschichtliche Bedeutung. Viergeschossiger Putzbau mit sechs Achsen, versachlichte Fassade mit Resten von stilisierendem Ornament. Links großer Eingang mit geradem Sturz und zweiflügeliger Haustür, über Erdgeschoss Frieszone, die um den zentralen Erker herumläuft, dieser dreigeschossig und zweiachsig auf rechteckigem Grundriss, über dem zweiten Obergeschoss wieder von Frieszone umlaufen und flach mit dem Traufgesims abgeschlossen. Im Bereich der rechten Achsen etwas gedrungener Dachaufbau mit Doppellisenen und flachem Bogen. Das obere Vollgeschoss etwas betonter durch Putzgliederung. Fassade weitgehend Spiegelung von Nr. 42. | 09246124 |
| Weitere Bilder                          | Drei Wohnhäuser in halboffener Bebauung | Bergstraße 46, 48, 50 (Karte)           | Um 1925 | Typische 1920er-Jahre-Architektur, Einfluss von Neuer Sachlichkeit und Expressionismus, baugeschichtliche Relevanz. Viergeschossiger Putzbau mit Gliederung durch Putzlisenen, Rechteckerker und Gurtgesimse. - Nr. 46: Lisenengliederung mit rustizierten Lisenen an Ecken und in Hausmittelteil, kräftigeres Gurtgesims, Hauseingang in Mitte rundbogig mit Schlussstein, die mittleren Fenster in erstem Obergeschoss betont durch Dreieckgiebelverdachung und spitzwinklige Verzierung, Türportal mit Blattverzierungen reliefartig, im Treppenhaus Briefkastenanlage aus Erbauungszeit. - Nr. 48: Mit dreigeschossigem einachsigem Erker. Originale Haustür. Rechteckige, abgeschrägte Türeinfassung mit Flachreliefverzierung und Schlussstein. Haustür original mit rhombenförmigen Füllungen. Erker mit Rustika-Ecklisenen. - Nr. 50: Mittig angeordneter einachsiger Erker über drei Geschosse ab erstem Obergeschoss, darunter Haustür, Tür mit rhombenartigen Verzierungen in Füllungen, kleines Oberlicht, Tor zweiflügelig in gleicher Gestaltung wie Haustür, Rustika-Ecklisenen an Erker, einfache Dreieckverdachung an Erkerfenster im ersten Obergeschoss. | 09246125 |
|                                         | Mietshaus in halboffener Bebauung in Ecklage | Eugen-Fritsch-Straße 22 (Karte)         | 1898 | Entworfen von Maurermeister Hermann Stöhr für die eigene Vermarktung. Mit Laden, Historismusfassade der Stadterweiterung um 1900, baugeschichtliche Bedeutung und bildprägend. Dreigeschossiger Putz-Klinker-Bau mit abgeschrägter Ecke, darin Ladeneingang, Eckbetonung durch dreiachsigen polygonalen Dachaufbau mit gerader Verdachung als Balustrade und weiterem kleinen Aufbau in der Mittelachse. Erdgeschoss Putzrustika mit Diamentquaderungen, darüber Gurtgesims, die Obergeschosse mit rotem Klinker und Gliederung durch rustizierte Putzlisenen, Fensterverdachungen abwechselnd bogig und gerade. Auf der einen Dachseite noch schöne originale Gauben mit Pyramidenhelm. | 09246070 |
|                                         | Mietshaus in halboffener Bebauung | Eugen-Fritsch-Straße 24 (Karte)         | 1899 | Entworfen von Hermann Stöhr für eigene Vermarktung. Mit Laden, historisierender Bau der Stadterweiterung um 1900, baugeschichtliche Bedeutung. Dreigeschossiger Putz-Klinker-Bau, 5:3 Achsen, breiter Baukörper mit flachem Mansarddach. Erdgeschoss Putz mit Diamantquaderung, über Gurtgesims zwei Obergeschosse mit rotem Klinker, die Fensterrahmungen und -bekrönungen konventionalle Gussformen, zumeist gerade Verdachungen. Die linke Hausseite durch Dachausbau betont, dieser mit ausladendem Gebälk. Umbau 1922 durch Baumeister Albert Bauer. | 09246069 |
|                                         | Mietshaus in geschlossener Bebauung | Eugen-Fritsch-Straße 26 (Karte)         | Um 1900 | Historisierende Fassade der Stadterweiterung, baugeschichtliche Relevanz. Dreigeschossiger roter Klinkerbau mit Putzstuck-Applikationen (Gesimse, Bänder, Fensterrahmungen). Erdgeschoss mit zwei gliedernden Putzbändern, Eingang mittig, Ladenzone seit Erbauungszeit, aber verändert, über Erdgeschoss profiliertes Gesims. Fensterbrüstungen erstes Obergeschoss als Balustraden ausgebildet, mittlere Achsen der beiden Obergeschosse bekrönte Kuppelfenster. Zweiachsiger Dachausbau mit Pilastergliederung und Dreiecksgiebel. Treppenhaus mit Stuckdecken. | 09246133 |
|                                         | Mietshaus in geschlossener Bebauung | Eugen-Fritsch-Straße 28 (Karte)         | Um 1900 | Historisierende Fassade der Stadterweiterung, baugeschichtliche Relevanz. Dreigeschossige rote Klinkerfassade, sechs Achsen, mit starken Putz-Stuck-Applikationen, mit schwarzglasierten Ziegelbändern, Erdgeschoss mit Segmentbogenöffnungen, die Obergeschosse gerade verdacht, Eingang seitlich. In den Obergeschossen Fenster der Mittelachsen gekuppelt, im ersten Obergeschoss durch Dreiecksbekrönung hervorgehoben. Zweiachsiger, gerade verdachter Dachausbau, flankiert von je großer Schleppgaupe. | 09246132 |
|                                         | Ehemaliges Fabrikgebäude | Eugen-Fritsch-Straße 30 (Karte)         | 1899 | Erbaut für die Produktion von Schiffchenstickmaschinen, Zeugnis der Industriegeschichte Plauens und baugeschichtliche Bedeutung. Entwurf 1899 von Carl Brandt für die Firma Spörl & Martin, 1904 Umbau Erdgeschoss, 1914 Firma Wolfram & Wolf, 1933 Einbau von Wohnungen im zweiten Obergeschoss, 1947 Wiederaufbau nach Kriegseinwirkungen, ab 1957 VEB Vogtlandspitze Plauen, Umbau zum Verwaltungsgebäude. Dreigeschossiger roter Klinkerbau auf hohem Sockel, die Geschosse durch Gesimse oder Bänder optisch markiert. Gebälkbekrönter Eingang rechts mit Haustür um 1933, Fenster Hochparterre mit geradem Sturz, diejenigen erstes Obergeschoss mit Blendbögen überfangen. Putzstuck-Elemente als Felder über die Fassade verteilt. Zentrales Giebelfeld mit Zahnschnitt, mit Inschrift „Spörl & Martin“ (rekonstruiert) sowie „erbaut 1899“. Balkons erst jüngst angefügt. Innen Gussstahlstützen. Oscar Spörl und Robert Emil Martin produzierten auch in der Krausenstraße 4 (1895, als Mieter bei Courtois & Haumann), später (1905) in der Hammerstraße 84. | 09246131 |
|                                         | Industriebau | Eugen-Fritsch-Straße 32 (Karte)         | Um 1900 | Zeugnis der Technikgeschichte Plauens und baugeschichtliche Bedeutung | 09246130 |
|                                         | Mietshaus in geschlossener Bebauung | Eugen-Fritsch-Straße 34 (Karte)         | 1901 | Schlichte historisierende Fassade der Stadterweiterung um 1900, baugeschichtliche Relevanz. Viergeschossiger gelber Klinkerbau mit fünf Achsen, Erdgeschoss verputzt und mit (nicht originaler) Ladenzone, Eingang mit kleiner Bekrönung an der linken Seite. Geschoss darüber mit Segmentbogenfenstern (Schlusssteine), darüber kräftiges Gurtgesims. Zweites Obergeschoss durch Fensterbekrönungen (abwechselnd bogig und dreieckig) als piano nobile deklariert. Zentraler Dachausbau mit Gebälk, darüber kleiner Bogen, rechts und links davon überdimensionierte Gaupen. | 09246129 |
|                                         | Wohn- und Geschäftshaus in Ecklage in geschlossener Bebauung | Eugen-Fritsch-Straße 36 (Karte)         | 1906 | Entworfen von Alban Hofmann für eigene Vermarktung. Späthistoristisches Stadterweiterungsgebäude von baugeschichtlicher Relevanz. Viergeschossiger Putzbau, das Erdgeschoss Putzrustika und große bogige Öffnungen (Gaststätte), über friesartigem Gesims drei Geschosse mit Glattputz, gegliedert durch kannelierte Lisenen, dazwischen bay-artige Fenster und Schmuckflächen mit neobarockem Stuck. Die Fassade zur Kaiserstraße stark vereinfacht (1946). Eckbetonung durch schräg gestellte Achse, darin über dem Erdgeschoss ansetzender Erker, der in (ebenfalls veränderten) Dachaufbau mündet. | 09246128 |
|                                         | Doppelmietshaus in geschlossener Bebauung | Forststraße 21 (Karte)                  | Um 1890 | Regelmäßige gründerzeitliche Fassade mit historistischen Applikationen, baugeschichtliche Relevanz. Dreigeschossiger Putzbau, Ladenzone im Erdgeschoss wohl ursprünglich, aber formal verändert. Über dem Erdgeschoss Gurtgesims, zwei sehr flache Seitenrisalite, in denen die Fenster nicht so eng stehen wie in den vier mittleren Achsen, regelmäßige bogige oder dreieckige Fensterbekrönungen, unter den Öffnungen des ersten Obergeschosses volutenartige Kragsteine. Überstehendes Traufgesims mit zahnschnittartig wirkenden Konsolsteinen. | 09245942 |
|                                         | Mietshaus in geschlossener Bebauung | Heinrichstraße 18 (Karte)               | 1900 | Entworfen von Alban Hofmann für Eigenvermarktung. Historisierende Fassade der Stadterweiterung um 1900, baugeschichtliche Relevanz. Dreigeschossiger und fünfachsiger gelber Klinkerbau auf hohem Putzsockel, Eingang rechte Seite, über Erdgeschoss Gurtgesims, Fenster erstes Obergeschoss abwechselnd bogig und dreieckig verdacht, flach abgeschlossener zentraler Dachausbau, Gauben mit Satteldach und Leergespärre. | 09246381 |
|                                         | Mietshaus in geschlossener Bebauung in Ecklage | Heinrichstraße 20 (Karte)               | 1901–1907 | Errichtet nach Plänen Hermann Graupners. Gebäude der Stadterweiterungsphase mit historistischer Fassade, von baugeschichtlicher Bedeutung. Dreigeschossiger Putz-Klinker-Bau von 11:4 Achsen, Erdgeschoss mit Putzrustika und an Renaissancepaläste erinnernden Rundbogenfenstern mit Schlusssteinen. Über Erdgeschoss kräftiges vorstehendes Gurtgesims, die beiden Obergeschosse roter Klinker, mit aufwendigen Gusssteinrahmungen der Fenster. Im Bereich der lisenengegliederten Seitenrisalite Kuppelfenster. Eckbetonung durch Dachaufbauten mit Voluten, kleine stehende Gaupen mit Schwebegiebeln. | 09246380 |
|                                         | Geschäftshaus, ehemalige Bank | Hradschin 1 (Karte)                     | 1925 | Repräsentatives, architektonisch qualitätvoll gestaltetes Gebäude von baugeschichtlicher, ortsgeschichtlicher und städtebaulicher Bedeutung. Der nach Plänen von Oscar Kessler errichtete Bau, vermutlich mit Stahlskelettkonstruktion, zeigt ostentativ Elemente des Expressionismus. Großteils sandsteinverkleideter Sockel, der sich durch das abschüssige Gelände zu einem Geschoss (Haupteingangsseite, mit flachdachüberfangenem Eingang) auswächst, über Gurtgesims zwei Vollgeschosse (das untere mit höheren Öffnungen), auf der Schauseite durch Dreiecksvorleger zusammengefasst, über weiterem Gesims Attika unter Satteldach. Die Ecken akzentuiert durch turmartige, mit auskragendem Gesims flach abgeschlossene und Kolossallisenenrahmung versehene Risalite, hier die Fenster durch ebenfalls durchlaufende dünne Vorleger, die in Spitzbögen auslaufen, getrennt. Im Erdgeschoss des die Hauptecke darstellenden Turmrisalits beidseitig große Spitzbogenfenster, gerahmt von auf Konsolen befindlichen Vollplastiken: Männerfiguren in mittelalterlicher Kleidung. Die Langseite des Gebäudes mit einfacherer Lisenengliederung. Die Schauseite noch mit abstrakten Medaillons zwischen den Obergeschossen. Die für das Fassadenbild wichtige ursprüngliche kleinteilige Fenstersprossung ist vereinfacht wiedergegeben. 1950 Umbau als Verwaltungsgebäude für die Deutsche Notenbank durch Architekt Karl Knarr. | 09245763 |
|                                         | Villa mit Einfriedung | Hradschin 10 (Karte)                    | 1869 | Entworfen durch Baumeister Ferdinand Härtel für Eduard Eder. Architektonisch hochwertiges Neorenaissance-Gebäude von orts- und baugeschichtlicher Bedeutung. Dreigeschossiger Putzbau auf tiefem längsrechteckigem Grundriss, flaches, leicht überstehendes Walmdach mit Dachhaus (wie bei Villa Hügel in Essen). Die Hauptfassade mit sieben Achsen, Erdgeschoss Putzrustika, die Geschosse durch kräftige verkröpfte Gurtgesimse optisch geteilt. Die drei Achsen des tiefen Mittelrisalits zu Triplefenstern gekuppelt, schlichte gerade Verdachungen der Fenster mit Sandsteingewänden, nur in den Obergeschossen des Mittelrisalits aufwendiger, dort im zweiten Obergeschoss mit von Karyatiden getragenem Dreiecksgiebel versehen. Unter dem Dachansatz verläuft eine Art Metopenfries. Eingang seitlich, die Mittelachsen der Seiten mit Kuppelfenstern. Die Fenster im originalen Sinne geteilt. | 09246054 |
|                                         | Villa | Julius-Fucik-Straße 3 (Karte)           | 1865 | Entworfen von Ferdinand Härtel für W. Schubert. Qualitätvolles klassizistisches Gebäude der ersten Stadterweiterung, baugeschichtliche Bedeutung. Eleganter zweigeschossiger Putzbau, mit flachem, leicht überstehendem Walmdach, auf längsrechteckigem Grundriss, 6:3 Achsen. Erdgeschoss mit Putznutung, Fenster gerade verdacht, die Geschosse trennt ein Gurtgesims, die Obergeschoss-Fenster der einachsigen flachen Seitenrisalite mit Dreiecksverdachung. Breites Traufgesims mit zahnschnittartig wirkenden Knaggen abgeschlossen. Die neuen Fenster im ursprünglichen Sinn geteilt. | 09246053 |
|                                         | Wohn- und Bürogebäude in halboffener Bebauung | Julius-Fucik-Straße 10 (Karte)          | 1884 | Entworfen von Feodor Müller (auch Lehrer an der Gewerbeschule) für den Textilfabrikanten Robert Neubauer. Zeugnis der ersten Stadterweiterung, baugeschichtlich von Bedeutung. Zweigeschossig und siebenachsig, mit Gurtgesims zwischen den Geschossen, Erdgeschoss Putznutung, Sockel Polygonmauerwerk, Fenster gekuppelt und aufwendig eingerahmt, Eingang mit Treppenzugang separat, aufwendig gestaltetes Türportal mit Rundbogen und Eierstabfries. Ursprünglich dreigeschossiges Gebäude, durch Bombenschaden heute nur zweigeschossig, das Treppenhaus befindet sich in einem vermutlich nachträglich eingefügten niedrigeren Zwischenbau, der sich zwischen diesem und der ehem. benachbarten Villa befindet. Im Erdgeschoss befanden sich vermutlich Kontorräume. Erhalten blieben von diesen hölzerne Trennwände zwischen den einzelnen Räumen mit Farbglasscheiben (qualitätvolle Handwerksarbeit). Die Last des Obergeschosses wird über Unterzüge auf vier Eisensäulen übertragen. Die Außenwände und die inneren Trennwände sind vermutlich keine tragenden Wände. | 09246056 |
|                                         | Mietshaus in geschlossener Bebauung | Julius-Fucik-Straße 12 (Karte)          | 1893 | Architekt: Fickelscherer für den Bauherrn Claussen. Schwere historisierende Fassade, baugeschichtlich von Bedeutung. Dreigeschossiger und fünfachsiger Putzbau. Erdgeschoss Putzrustika mit Bossenbändern, rundbogiger Eingang rechts. Über Erdgeschoss Gesims. Schwere Fensterverdachungen (Art Tabernakel mit Dreiecksgiebel) besonders im ersten Obergeschoss, verbunden mit den Konsolfeldern des zweiten Obergeschosses, lassen die Fassade überladen und barock wirken, dem entsprechen auch die teils geschwungenen Verdachungen mit Stuckverzierungen im zweiten Obergeschoss. Vorspringendes Traufgesims Zahnschnitt. | 09246057 |
|                                         | Mietshaus in Ecklage in geschlossener Bebauung | Julius-Fucik-Straße 14 (Karte)          | 1893 | Architekt: Fickelscherer, Bauherr: Claussen. Historisierende Fassade der Stadterweiterung, baugeschichtliche Bedeutung. Dreigeschossiger Putzbau, Eckbetonung durch schräggestellte Achse mit dreigeschossigem Erker, hier flankierend Dachausbauten mit Kuppelfenstern und Bogengiebeln (darin floraler Stuck) als viertes Geschoss. Erdgeschoss mit schweren Bossenbändern, rundbogiger Eingang rechts. Über Erdgeschoss vorkragendes Gesims. Fensterverdachungen der Obergeschosse durch waagerechtes Gebälk, Dreieckgiebel und Segmentbogen. Hausecken als flache Seitenrisalite. | 09246058 |
|                                         | Mietshaus in geschlossener Bebauung in Ecklage | Julius-Fucik-Straße 16 (Karte)          | 1889 | Der Entwurf stammt von Baumeister Linke. Kopfbau einer Häuserzeile mit zeittypischen historisierenden Fassaden, baugeschichtliche Bedeutung. Zweigeschossiger gelber Klinkerbau mit 5:3 Achsen, Sockel Grünstein in Polygonalmauerwerk, Eckbetonung durch zusätzliche schräggestellte Achse, darin über Erdgeschoss flacher dreiecksbekrönter Rechteckerker, darüber Dachausbau mit Kuppelfenster, flankiert von je einem hohen bekrönten Giebel. Repräsentativer Eingang mit hohem rundbogigem Türportal, zweiflügelige Haustür, ursprünglich mit hohem Oberlicht. Die Fensterrahmungen tabernakelartig (Sandstein?). | 09246059 |
|                                         | Wohn- und Geschäftshaus in halboffener Bebauung (ehemals Stickereifabrik Hoffmann & Tröger) | Julius-Fucik-Straße 17 (Karte)          | 1881–1884 (Geschäftshaus); 1885 (Wohnhaus)                                                                                             | Repräsentativer, stadtpalaisartiger Bau von bau- und ortsgeschichtlicher Bedeutung | 09246061 |
|                                         | Mietshaus in geschlossener Bebauung | Julius-Fucik-Straße 18 (Karte)          | 1889 | Baumeister Louis Linke. Zeile der Stadterweiterung mit historisierenden Fassaden, baugeschichtliche Bedeutung. Zweigeschossiger gelber Klinkerbau, mit Nr. 16 eine Einheit bildend, fünf Achsen, Seitenrisalit von dreieckigem Dachgiebel überfangen, Putzstuck-Fensterverdachungen abwechselnd gerade und mit Dreiecken, breites geputztes Traufgesims. | 09246060 |
|                                         | Fabrikgebäude (Stickereiwarenfabrik Ernst Tröger) | Julius-Fucik-Straße 28 (Karte)          | 1895 | Ehemaliges Stickereiwarengebäude, prägnanter Historismusbau von ortsgeschichtlicher und baugeschichtlicher Bedeutung | 09246062 |
| Direkt Bild zu diesem Denkmal hochladen | Gedenktafel | Komturhof 2 (Karte)                     | 1960er Jahre | Für die beiden 1930 ermordeten Arbeitersportler Martin Groh und Karl Hummel, auf der Anlage der Sparkasse Vogtland, geschichtliche Bedeutung als Zeugnis der Gedenkkultur der DDR | 09306313 |
|                                         | Villa | Lindenstraße 5 (Karte)                  | Wohl 1880er Jahre | Vergleichsweise aufwendiger Bau des Historismus, entworfen von Emil Löwe für den Kaufmann Theodor Poschmann, u. a. baugeschichtliche Bedeutung. Zweigeschossiger Putzbau mit Mansarddach, die Geschosse optisch durch verkröpftes Gurtgesims markiert. Leichte Rustizierung durch schmale Putzbänder in beiden Geschossen. Wandaufteilung durch verschiedene lisenenartige Vorlagen, Fenster zum Teil rundbogig und gekuppelt, auf der anderen Seite mit eingestellten Säulen sowie aufwendigen Rahmungen. Abgerundete Ecke zur Eingangsseite hin. Ein aufwendig dekorierter Rechteckerker, anderthalbgeschossig und in den Dachbereich hineinragend, verschiedene kleinere Dachausbauten. Reiche originale Innenausstattung, qualitätvoll restauriert, Eichentüren. | 09246066 |
|                                         | Fassadenteil einer ehemaligen Spinnerei | Lindenstraße 7 (Karte)                  | Vor 1900 | Heute Fassade einer Tiefgarage, Relikt der Industriegeschichte Plauens. Geputzter eingeschossiger Wandteil mit reicher romantisch-pittoresker roter Klinkerverzierung (Friese, Bänder, zahlreiche Türmchen), mit glasierten Ziegeln versetzt. | 09246065 |
|                                         | Mietshaus in geschlossener Bebauung | Lindenstraße 21 (Karte)                 | 1875 | Bauherr und Architekt: Friedrich Kessler. Schlichtes Gründerzeitgebäude mit historisierender Fassade, von baugeschichtlicher Relevanz. Dreigeschossiger Putzbau mit fünf Achsen, rundbogiger eingezogener Eingang links, über Erdgeschoss Gurtgesims. Erstes Obergeschoss hervorgehoben durch gesteigerte Verkleidung der Fenster (Putzkassettierungen im Konsolbereich, kronenartige Putz-Stuck-Verdachung). Traufgesims Zahnschnitt. | 09246063 |
|                                         | Mietshaus in halboffener Bebauung | Lindenstraße 23 (Karte)                 | 1899 | Entworfen von den Gebrüdern Hofmann für Alfred Hofmann. Schlichte historisierende Fassade der Stadterweiterungszeit, baugeschichtlich von Bedeutung. Dreigeschossiger orangeroter Klinkerbau mit Putzapplikationen (Fensterrahmung und -bekrönung, Konsol-Schmuckfelder), Laden Erdgeschoss nicht mehr original, über Erdgeschoss Gurtgesims, erstes Obergeschoss abwechselnd Dreiecks- und Rundbogenverdachung der Fenster, diese im zweiten Obergeschoss vereinfacht zu Geraden. Fünf kleine stehende Gaupen. | 09246064 |
|                                         | Villenartiges Wohnhaus | Mosenstraße 8 (Karte)                   | 1886 | Entwurf von Richard Vogel. Vermutlich ursprüngliches Nebengebäude der Vogelschen Villa, von französischer Architektur beeinflusster Historismusbau, baugeschichtliche Bedeutung. Kubischer zweigeschossiger Klinkerbau, 3 × 3 Achsen, versetzt mit Putzgestaltung und Sandsteinornamentik in Form von Gesimsen, Fenstergewänden, Eckquaderungen und Sockel. Sandstein mit geometrischen Ornamenten. Mansarddach mit Holzgauben, diese mit spitzen Turmhauben gedeckt, rückwärtiger Bau Fachwerk. Späterer Anbau. | 09247409 |
|                                         | Fabrikantenvilla, seitliche Einfriedung und Garten | Mosenstraße 17 (Karte)                  | 1880–1884 | Entworfen und errichtet von Richard Vogel für Carl Tröger. Gediegener Spätklassizismus von baugeschichtlicher und ortsgeschichtlicher Bedeutung. Zweigeschossiger Putzbau auf längsrechteckigem Grundriss, die Geschosse optisch durch Gurtgesims geteilt. Auf hohem Sockel Erdgeschoss mit Putznutung und Rundbogenfenstern. Das Obergeschoss mit gerade verdachten Öffnungen. An eine Ecke betont durch Pilaster und kubischem Dachhaus, ebenfalls mit Pilastergliederung. Auf der anderen Seite Seitenrisalit mit griechischer Dreiecksübergiebelung. Mit Einfriedung und Garten. Bauherr Carl Tröger war Heeresausrüster im Krieg 1870/71, seine Brandsohlenfabrik beschäftigte 200 Arbeiter. | 09246068 |
| Weitere Bilder                          | Ehemaliges Warenhaus Julius Tietz | Postplatz 5, 6 (Karte)                  | 1913 | In der Bauart der stilprägenden zeitgenössischen Kaufhausbauten (Wertheim, aus Tietz wurde später Kaufhof). Repräsentativer, architektonisch qualitätvoller Bau von großer baugeschichtlicher und bildprägender Bedeutung. Errichtet 1912/13 nach Plänen von Emil Rösler (diese auch berücksichtigt beim Wiederaufbau 1948). Platzbeherrschender Stahlskelettbau mit Sandsteinfassade, mit drei hohen Geschossen plus Attikazone und Dachausbauten, jeweils gerahmt durch vier- bis fünfgeschossige Seitenrisalite mit Dreiecksgiebeln. Halbrunde Grundrisslösung. Der Schaufensterbereich im Erdgeschoss verändert (saniert ab 2012), hier Pfeiler, die über breiter Gesimsfläche zu ionischen Kolossalpilastern werden, welche die beiden Obergeschosse optisch vereinen und die jeweils dreigeteilten Fensterfronten gliedern. Darüber Attikageschoss mit Balkongeländer und ebenfalls dreigeteilten, aber flacheren Öffnungen. Das mehrgeschossige Mansarddach durch eine Reihe von segmentbogig verdachten Gaupen gekennzeichnet. Zentrales Relief zweier Putti. 1914 durch die Erben von Julius Tietz eingeweiht. 1919 in das Unternehmen Hermann Tietz eingegliedert. Im Zuge der Arisierung 1936 in „Haus Vogtland“ und 1937 in „Union Vereinigte Kaufstätten GmbH Plauen“ umbenannt. Teilweise Zerstörung Anfang 1945. Am 1. April 1946 übernommen von der Konsumgenossenschaft „Einheit“, ab 1965 unter dem Namen Konsument und nach der Wende bis Dezember 2000 als Horten betrieben. Danach im Erdgeschoss ab 2004 Nutzung des Erdgeschosses für kleinere Einzelhändler. Seit Dezember 2010 Umbau zum Landratsamt des Vogtlandkreises. | 09245762 |
|                                         | Wohn- und Geschäftshaus in Ecklage in halboffener Bebauung | Rädelstraße 2 (Karte)                   | Um 1910 | Architektonisch qualitätvolles Beispiel des Reformstils, baugeschichtlich und straßenbildprägend von Bedeutung. Viergeschossiger Putzbau mit Sandsteinreliefs, umlaufender Fries trennt die oberen von den unteren Geschossen. Frontseite als Schmalseite mit dominantem, leicht geschweiftem Giebel über durchbrochenem Traufgesims und zentralem polygonalen Sandsteinerker im 3. Geschoss. Auch die Langseite durch verschiedenartige und verschieden hohe Vorsprünge im oberen Hausteil sowie Dachausbauten auffällig gegliedert. In den beiden unteren Geschossen eine Art Lisenengliederung mit kapitellartigen stufigen Vorsprüngen sowie ausgeschnittene Ecksituation, hier Haupteingang, darüber Relief eines Segelschiffes. Reiche plastische Gestaltung, z. B. Löwen, weitere figürliche und ornamentale Darstellungen. Ladenzone ursprünglich zweigeschossig, heute verändert. | 09245758 |
|                                         | Ehemaliges Geschäftshaus einer Stepperei | Rädelstraße 9 (Karte)                   | 1901 | Entworfen für den Fabrikanten Max Enno Hartenstein. Mit nach Kriegsschäden 1945 weitgehend wieder hergestellter, singulärer neobarocker Fassade (2006/07), baugeschichtlich und ortsgeschichtlich von Bedeutung. Dreigeschossiger Massivbau, vermutlich Skelettkonstruktion, auf Granitsockel über annähernd quadratischen Grundriss, aufwendige Putzfassade mit großen, leicht bogig abgeschlossenen Fensteröffnungen, bemerkenswert die girlandenartig umrahmten Öffnungen des zweiten Obergeschosses („Attika“), Putzspiegel, Lambrequins u. a. Das ursprünglich hohe Walmdach mit Ochsenaugen heute flacher und mit neuen stehenden Gaupen. 1951 Volkshochschule. 1969 Verkleinerungen der Öffnungen, die alten Fensterformen wurden nur noch als Putzapplikationen beibehalten. Wiederherstellung des Gebäudes im ursprünglichen Sinne anhand der Umnutzung als Pflegeheim 2007. | 09245996 |
|                                         | Villa | Rädelstraße 13 (Karte)                  | 1876 | Entworfen von Alexander Lehm für den Kaufmann Max Hartenstein. Gründerzeitliches Historismusgebäude von baugeschichtlicher und ortsentwicklungsgeschichtlicher Bedeutung. Zweigeschossiger Putzbau mit tiefem Baukörper auf rustiziertem Sockel, die Geschosse optisch durch breiten Fries getrennt, rustizierende Ecklisenen und an der Schauseite zusätzlich Rahmung des flachen Mittelrisalits durch Lisenen, zentraler eingeschossiger sattelverdachter Rechteckgiebel, waagerechte Fensterverdachung mit großen volutenartigen Konsolsteinen, Mittelrisalit durch Dachausbau überhöht, Traufgesims des leicht überstehenden Daches mit Knaggen. Reich dekorierter Eingang mit profiliertem Gewände, Schlussstein mit Gaffkopf, Haustür original mit Vergitterung, kleine Freitreppe. Innen originale Türen. Fest eingebauter Dielenschrank, Jugendstil-Kachelofen, Stuckdecken. | 09245999 |
|                                         | Ehemaliges Verwaltungsgebäude der vogtländischen Fabrikantenschutzgemeinschaft, heute Hotel | Rädelstraße 18 (Karte)                  | 1868 | Architektonisch anspruchsvolles Bauwerk des Spätklassizismus, baugeschichtliche Bedeutung. Annähernd quadratischer Grundriss, zweigeschossiger Putzbau mit Nutung im Erdgeschoss, darüber Gurtgesims. Mittelrisalit (im Obergeschoss dreiachsig) zur Straßenseite, dort Pilastergliederung und abgeschlossen mit Dreieckgiebel. Eingangszone überdacht, mit Loggia und Säule, darüber Balkon. Fenster Erdgeschoss rundbogig, im Obergeschoss gerade verdacht mit Ornamentfeldern. Flaches Walmdach. Das Gebäude war das erste Domizil des 1907 gegründeten Frauenvereins, vorher war es Verwaltungsgebäude der vogtländischen Fabrikantenschutzgemeinschaft, heute ist es ein Hotel. | 09246000 |
|                                         | Mietshaus mit Toreinfahrt und Einfriedung | Rädelstraße 21 (Karte)                  | 1868 | Entworfen von Julius Rädel für Robert Neubauer, Umbauten 1899. Mit dominantem hölzernen Anbau, in gut erhaltenem Gründerzeitgebiet, u. a. baugeschichtliche Relevanz. Zweigeschossiger, breit gelagerter Putzbau, fünf Achsen Straßenfassade, hier zentraler eingeschossiger Rechteckerker im ersten Obergeschoss mit Putzkassetten, Pilastern und Zahnschnitt. Seitlich Holzwintergarten im Obergeschoss auf Holzständern, der den Eingang überdeckt. Mansardwalmdach, Gauben mit weit vorkragenden Dächern auf verzierten Konsolen. Einfriedung: schmiedeeiserne Tore und Steinzaunspfeiler. Vermutlich ehemaliges Wohn- und Kontorgebäude. Im Erdgeschoss befanden sich offensichtlich Geschäftsräume, hiervon zeugen erhaltene hölzerne Trennwände mit Glaseinsätzen. Zimmertüren und Vertäfelungen jedoch nicht erhalten. Im ersten Obergeschoss befand sich eine herrschaftliche Wohnung mit qualitätvollen Stuckdecken, die noch erhalten sind. Im Dachgeschoss wohnten vermutlich Angestellte oder Bedienstete. Bemerkenswert sind Reste der Ausmalung des Wintergartens. Die Hauswand des Wintergartens wies eine zweigeteilte Raumfassung auf. Die untere Hälfte hatte farbige, regelmäßig angeordnete Striche, in der oberen Hälfte sind noch stilisierte Pflanzendarstellungen erkennbar. | 09247713 |
|                                         | Mietshaus in halboffener Bebauung | Schloßberg 10a (Karte)                  | 1906 | Stadterweiterungsbau in beginnendem Reformstil, baugeschichtliche Bedeutung. Dreigeschossig mit hohem Granit-Sockelgeschoss, sechs Achsen, Erdgeschoss Sandstein, die Obergeschosse verputzt. Mit flachem Dreieck bekrönter seitlicher Eingang in der Sockelzone, die Fenster des Hochparterre rundbogig. Über Hochparterre zentraler zweigeschossiger und mit Balkon endender Rechteckerker, überfangen von dominantem Dachausbau mit Schweifgiebel. Putzornamente in Schmuckfeldern zwischen den Etagen, reich dekoriert in den Formen des späten Jugendstils, Hofseite gelber Klinker. | 09247408 |
|                                         | Mietshaus in halboffener Bebauung | Schloßstraße 5 (Karte)                  | 1896 | Entworfen von Oscar Kessler für die Eigenvermarktung. Stattlicher historisierender Klinkerbau in den Formen deutscher Renaissance, baugeschichtliche Bedeutung. Dreigeschossiger roter (mit schwarzglasierten Ziegelbändern versehener) Klinkerbau auf Sockel, tiefer Baukörper, die Geschosse optisch durch Gurtgesimse markiert. Helle Kunststeinrahmungen der gerade verdachten Fenster. Gliederung des Baukörpers auch durch übergiebelte Risalite, die durch kräftige Vorlagen markiert werden und im Dachbereich Rundbogenfenster aufweisen. Gaupen mit vorkragendem Pyramidenhelm. Fensterverdachungen und Traufgesims mit Zahnschnittfries. | 09246376 |
|                                         | Wohnhaus in halboffener Bebauung | Schloßstraße 8 (Karte)                  | 1860 | Klassizistischer stadtpalaisartiger Putzbau im Rundbogenstil, von baugeschichtlichem Wert. Zweigeschossiger breitgelagerter Putzbau mit neun Achsen, die Geschosse durch breiten Schmuckfries optisch getrennt, flacher dreiachsiger Mittelrisalit mit Hauseingang. Die Fenster im Erdgeschoss gerade verdacht, im Obergeschoss rundbogig. Breites Traufgesims des etwas überstehenden Satteldaches. Zurückhaltende Lisenengliederung, Schmuckfelder mit Girlanden. Vom Ursprung als Möbelhaus zeugen im Erdgeschoss zwei große Hallen mit gusseisernen Säulen, das erste Obergeschoss war Wohnetage. 1898 übernahm der Rechtsanwalt Jesumann das Haus. Im Erdgeschoss wurde eine Anwaltskanzlei eingerichtet, im Obergeschoss befand sich die Wohnung. Zu diesem Zeitpunkt erfolgte auch der Umbau der Treppenanlage: zweiläufig ohne Trennwand mit schmiedeeisernen Geländern. 1945 Kriegsschäden, 1954 Beseitigung der Schäden und Schaffung dreier Wohnungen im Obergeschoss, gleichzeitig vereinfachte Fassadeninstandsetzung und Veränderungen im Dachbereich. Ursprüngliche Giebelaufbauten fehlen und wurden jüngst durch drei überdimensionierte Gaupen mit Satteldächern ersetzt. | 09247338 |
|                                         | Ehemalige Textilfabrik, zurzeit in halboffener Bebauung (ehemals Vogtländische Bekleidungsindustrie „Vobeklin“, später Firma Otto Clemens Thoss Vogtländische Bekleidungsindustrie) | Schloßstraße 9 (Karte)                  | Um 1905 | Fassadendekoration noch vom Jugendstil beeinflusst, baugeschichtlich und ortsgeschichtlich von Bedeutung. Der zweigeschossige Putzbau mit Satteldach, auf bossiertem Sockelgeschoss, im Bereich der drei mittleren Achsen zweigeschossiges Zwerchhaus mit volutenartigem Abschluss, darin Flachreliefs (Segelschiff, allegorische Figuren). Lisenengliederung, wellenartig gestaltete Putzflächen. 1922 Firma Vogtländische Bekleidungsindustrie „VOBEKLIN“ GmbH (Berufsbekleidung, Gebrauchswäsche, Spitzen, Stickerei und Konfektion). Umbauten: im Erdgeschoss Lagerräume und Kontor, im ersten Obergeschoss Kontor und Arbeitssäle. 1928 Firma Otto Clemens Thoss, Vogtländische Bekleidungsindustrie GmbH (Baby- und Kinderbekleidung). 1951 VVB Damenkonfektion. | 09246379 |
|                                         | Mietshaus in geschlossener Bebauung | Schloßstraße 10 (Karte)                 | Um 1865 | Architekt Wilhelm Vogel. Elegante, spätklassizistisch anmutende Fassade, baugeschichtliche Relevanz. Zweigeschossiger vierachsiger Putzbau, zwischen den Geschossen doppeltes Gurtgesims. Hauseingang seitlich, Gesimsfries mit Akanthus- und Ährenmotiven, im ersten Obergeschoss ornamentierte Fensterbekrönungen, teilweise in Goldfassung, Schmuckfries mit Rosen. Flaches Satteldach mit vier kleinen Satteldachgaupen. Innen: Erdgeschoss Farbfassung von 1880, Obergeschoss Deckenbemalung. Inschrift im Erdgeschoss rechts: „Carl Friedrich Höckner, Schulmann, lebte hier 1865–87“. | 09247407 |
|                                         | Wohnhaus in halboffener Bebauung | Schloßstraße 24 (Karte)                 | Um 1860 | Spätklassizistische Formensprache, u. a. baugeschichtliche Bedeutung. Zweigeschossiger Putzbau von 5:3 Achsen, mit Drempel, flaches Satteldach. Die Geschosse durch Gurtgesims optisch getrennt, Eckquaderung, Drempel mit schönem, zartem Fries, gerade Fensterverdachungen. Im Gebäude befand sich ein Großhandel. | 09246378 |
|                                         | Wohnhaus in geschlossener Bebauung | Stresemannstraße 22 (Karte)             | 1871 | Entworfen von Ferdinand Härtel, Bauherr: Popp. Breit gelagerter schlichter Putzbau der Gründerzeit, baugeschichtlich relevant. Zweigeschossig und achtachsig, mit Drempel, Putznutung im Erdgeschoss, mit (nicht originalen) Läden, Segmentbogentür, zwischen den Geschossen Gurtgesims, im zweiten Obergeschoss waagerechte Fensterverdachung, nachträgliche Anhebung Dach des Daches (Drempel, dessen Öffnungen mit Ohrung), zweiachsiger Dachausbau mit späterer Bekrönung (um 1930). | 09246387 |
|                                         | Gast- und Wohnhaus Deutscher Hof | Stresemannstraße 26 (Karte)             | 1871 | Entworfen von Friedrich Hofmann für Johannes Hammer und sich selbst. Zeittypischer einfacher Gründerzeitbau von baugeschichtlicher Bedeutung. Zweigeschossiger und vierachsiger Putzbau, im Erdgeschoss Gaststätte, dort Fensterfront verändert zu breiter Fensterfläche (Umbau durch Baumeister Feustel 1937), Drempelgeschoss und dreiachsiger Dachausbau mit Dreiecksgiebel, darin Lünette, außerdem zwei Gaupen. | 09246386 |
|                                         | Mietshaus mit Einfriedung in Ecklage in geschlossener Bebauung | Stresemannstraße 39 (Karte)             | 1888 | Entworfen und errichtet durch Maurermeister Louis Linke. Historisierende Fassade der Stadterweiterung, baugeschichtlich relevant. Zweigeschossiger gelber Klinkerbau mit gusssteinernen Dekorelementen, 5:3 Achsen plus abgeschrägte Achse als Eckbetonung, hier über dem Erdgeschoss Rechteckerker, der in zweiachsigen Dachausbau übergeht. Gerade und dreieckige Standardverdachungen der Öffnungen, Dachausbau flankiert von zwei bekrönten Giebeln. Breites Traufgesims. | 09247779 |
|                                         | Mietshaus in halboffener Bebauung und in Ecklage | Stresemannstraße 47 (Karte)             | 1887 | Errichtet durch A. Mühlberg für F. Bergmann. Spätgründerzeitliche Historismusfassade, baugeschichtliche Bedeutung. Dreigeschossiger gelber Klinkerbau auf Polygonsockel aus Grünstein, die Geschosse optisch jeweils durch Gurtgesims getrennt, abgeschrägte Ecke mit über dem Erdgeschoss mittels Kragsteinen ansetzendem, zweigeschossigem Rechteckerker. Die nur flach reliefierte Wand in den Obergeschossen gegliedert durch den Wechsel von einfachen Öffnungen mit standardisierten Verdachungen und Triplefenstern. Diamantquaderungen. 1942 Veränderung Dachgeschoss. | 09246067 |
|                                         | Mietshaus in geschlossener Bebauung | Stresemannstraße 50 (Karte)             | 1894 | Entworfen von J.F. Claussen für die eigene Vermarktung. Historisierende Fassade der Stadterweiterung, baugeschichtliche Relevanz. Dreigeschossiger fünfachsiger Putzbau auf hohem Sockel. Über dem putzgenuteten Hochparterre kräftiges Gurtgesims. Erstes Obergeschoss durch stark reliefierte Fensterverdachungen hervorgehoben, schlichtere Fenster-Putzfaschen mit Ohrung im zweiten Obergeschoss. | 09246385 |
|                                         | Mietshaus in geschlossener Bebauung | Stresemannstraße 52 (Karte)             | 1895 | Entworfen von Oscar Kessler für die eigene Vermarktung. Mit historisierender Klinkerfassade der Stadterweiterungszeit, baugeschichtliche Relevanz. Dreigeschossiger oranger Klinkerbau mit starken Putzelementen, mit fünf Achsen, auf hohem bossiertem Sockel, kolossaler Eingang mit Oberlicht auf der rechten Seite. Erdgeschoss bogige Fenster, darüber balustradenartiges Gesims, das die Obergeschosse optisch abtrennt. Stark reliefierte Verdachungen der Fenster des ersten Obergeschosses. Über dem Hochparterre in der Mittelachse auf kräftigen Konsolsteinen zweigeschossiger rechteckiger Putzerker mit Dreiecksgiebel-Bekrönung. | 09246384 |
|                                         | Mietshaus in Ecklage in geschlossener Bebauung | Stresemannstraße 54 (Karte)             | 1896 | Entworfen und errichtet von Oscar Kessler für die eigene Vermarktung. Historisierende Fassade der Stadterweiterung, an bildprägender Stelle, baugeschichtliche Relevanz. Dreigeschossiger Bau mit orangeroter Klinkerfassade, polygonaler Eckerker setzt über dem Erdgeschoss an und reicht rund ins Dachgeschoss hinein. Bekrönter Eingang rechts, die Geschosse optisch durch Gurtgesimse getrennt, Wand-Öffnungs-Verhältnis rhythmisiert durch mittige Achse mit Triplefenstern, die Fensterrahmungen durch ornamental verwendeten hellen Gussstein. Die Außenachsen der Hauptseite mit giebelartigen Dachausbauten. | 09246377 |

## Ehemaliges Denkmal
| Bild | Bezeichnung                                             | Lage                  | Datierung | Beschreibung                              | ID |
| ---- | ------------------------------------------------------- | --------------------- | --------- | ----------------------------------------- | -- |
|      | Ehemalige Druckerei in halboffener Bebauung und Ecklage | Bergstraße 11 (Karte) | Um 1900   | Nach 2009 von der Denkmalliste gestrichen |    |

## Tabellenlegende
- Bild: Bild des Kulturdenkmals, ggf. zusätzlich mit einem Link zu weiteren Fotos des Kulturdenkmals im Medienarchiv Wikimedia Commons. Wenn man auf das Kamerasymbol klickt, können Fotos zu Kulturdenkmalen aus dieser Liste hochgeladen werden:
- Bezeichnung: Denkmalgeschützte Objekte und ggf. Bauwerksname des Kulturdenkmals
- Lage: Straßenname und Hausnummer oder Flurstücknummer des Kulturdenkmals. Die Grundsortierung der Liste erfolgt nach dieser Adresse. Der Link (Karte) führt zu verschiedenen Kartendiensten mit der Position des Kulturdenkmals. Fehlt dieser Link, wurden die Koordinaten noch nicht eingetragen. Sind diese bekannt, können sie über ein Tool mit einer Kartenansicht einfach nachgetragen werden. In dieser Kartenansicht sind Kulturdenkmale ohne Koordinaten mit einem roten bzw. orangen Marker dargestellt und können durch Verschieben auf die richtige Position in der Karte mit Koordinaten versehen werden. Kulturdenkmale ohne Bild sind an einem blauen bzw. roten Marker erkennbar.
- Datierung: Baubeginn, Fertigstellung, Datum der Erstnennung oder grobe zeitliche Einordnung entsprechend des Eintrags in der sächsischen Denkmaldatenbank
- Beschreibung: Kurzcharakteristik des Kulturdenkmals entsprechend des Eintrags in der sächsischen Denkmaldatenbank, ggf. ergänzt durch die dort nur selten veröffentlichten Erfassungstexte oder zusätzliche Informationen
- ID: Vom Landesamt für Denkmalpflege Sachsen vergebene, das Kulturdenkmal eindeutig identifizierende Objekt-Nummer. Der Link führt zum PDF-Denkmaldokument des Landesamtes für Denkmalpflege Sachsen. Bei ehemaligen Kulturdenkmalen können die Objektnummern unbekannt sein und deshalb fehlen bzw. die Links von aus der Datenbank entfernten Objektnummern ins Leere führen. Ein ggf. vorhandenes Icon  führt zu den Angaben des Kulturdenkmals bei Wikidata.

## Ausführliche Denkmaltexte
1. ↑   „Schloss der Vögte“ und ehemaliges Amtsgericht:
Das Schloss der Vögte wurde vermutlich 1244 bis etwa 1250 über der Neustadt errichtet und umgebaut unter der Herrschaft der Herzöge von Sachsen 1490 bis etwa 1506. Dabei entstanden eine neue Herrschaftskemenate, eine Kapelle, eine Hofstube, ein neues Kornhaus, ein großer Turm, ein neues Büchsenhaus und eine neue Torstube. Weitere Zerstörung 1548 durch Stadtbrand, ab 1670 Wiederaufbau unter Herzog Moritz von Sachsen-Zeitz: dabei Aufbau des oberen Hauses vermutlich unter Einbeziehung der Keller und des aufgehenden Mauerwerkes des Vorgängerbaus, Ausbesserung der Wehranlagen, Neuerrichtung des schlanken Nordeckturmes und des zweiten Schlosstores. 1725, nach dem Tod des Herzogs Christian August, erfuhr das Schloss eine neue Bestimmung als landesherrliche Behörde, d. H. Als Justizamt und Amtsverwaltung. 1945 Zerstörung durch angloamerikanische Bombenangriffe, erhalten blieben der sechzehneckige Turm, Teile der Wehrmauern, zwei mittelalterliche Gewölbekeller und Reste des Palas (davon Teile der Grundmauern und des aufgehenden Mauerwerks), der viereckige Unterbau des hinteren Turmes sowie die Justizvollzugsanstalt/das Amtsgericht.

Der Grundriss der Schlossruine misst etwa 38 m × 9 m, dreigeschossig, Gesamthöhe ursprünglich 11 m, Bruchsteinmauerwerk, Fensterdurchbrüche durch Ziegel eingefasst, Gewände aus Ziegelformsteinen, Rundbogenportal an der unteren Hofseite, mittig angeordnet, einstiger Durchgang zum oberen Hof erhalten. Die Wehrmauern wurden um 1670 im Zusammenhang mit Baumaßnahmen am Schloss ausgebaut. Ursprünglich 10 m hoch, 2m stark und mit zwei Wehrgängen übereinander versehen, die nach Auffassung von Walter Bachmann auch durch Fürstenhaus gingen, nach den Zerstörungen 1945 in unteren Bereichen erhalten (Norden, Süden, Westen der alten Schlossanlage). Der Doppelkeller des einstigen Korn- und Malzhauses (Abbruch 1940) ist erhalten (vorderer Hof, neben dem Tor), ebenso wie daneben der Keller eines nicht mehr erhaltenen Turmes. Der „Rote Turm“, vermutlich zu ältesten Bestandteilen der Schlossanlage gehörend, war immer Gefängnisturm. In manchen Urkunden wurde er auch als „Blauer Turm“ bezeichnet. Erbaut vor 1548, spätere Umbauten im Inneren und veränderter Turmabschluss, Mauerstärke 3 m bei Gesamtdurchmesser von ca. 10 m, im Inneren ursprünglich Röhre mit Holzbalkendecken, im unteren Teil offensichtlich Verlies. Der Nordeckturm entstand vermutlich um 1670, seine quadratische Grundfläche (Unterbau erhalten) beträgt 4 × 4 m (ursprünglich achteckig fortgesetzt). Bis 1876 schloss er mit einer Welschen Haube ab. Im oberen Bereich 1945 zerstört. Heute mit Pyramidenhelm abschließend. Neben dem „Roten Turm“ das große Haupttor (Torbogen und eiserne Flügel, nach 1870 erneuert).

Die Terrassierung südwestlich der Schlossanlage verdeutlicht, dass es hier seit dem 18. Jahrhundert Nutz- und Ziergärten gab.

Das Amtsgericht entstand 1902–05 an der Stelle des alten Amtshauses vor den südöstlichen Wehrmauern des Schlosses. Der repräsentative drei-bis fünfgeschossige Putzbau ersetzte die mittelalterliche Herrscherzentrale und verdeutlicht die Entscheidungsstrukturen des frühen 20. Jahrhunderts. Die Schauseite zum Tal mit kräftig rustiziertem Erdgeschoss, hier Eckrustika auch an den Hauskanten und als Rahmung des Mittelrisalits (hier Triplefenster). Der Eckturm mit steilem Pyramidenhelm ist ein Mittelalter-Zitat und sogar mit „Kemenate“ versehen. Türen, Raumstrukturen, Gewölbe, Heizungskeller mit Kesselanlage mit Teilen aus der Erbauungszeit, repräsentativer Eingangsbereich (Rundbogenportal mit Jugendstilelementen und Rippengewölbe), abgeschlossen mit Walmdächern. Wichtige Blickbeziehungen zur Johanniskirche, dominante Lage auf dem Berghang.